# Partia Demokrate e Re
Partia Demokrate e Re (Nye Demokratike Parti) er et konservativt politisk parti i Albanien. Ved parlamentsvalget i 2005 vandt partiet 4 sæder i parlamentet. 
Partiet er observatør i Europæisk Folkeparti.
| Politisk parti | Spire Denne artikel om et politisk parti eller gruppe er en spire som bør udbygges. Du er velkommen til at hjælpe Wikipedia ved at udvide den. |